# 高民環
高民環（英語：Min H. Kao，1949年—），生於台灣南投縣竹山鎮，臺灣企業家，台灣國際航電股份有限公司創辦人之一，並擔任董事長兼執行長。晉身列入富比士美國400大富豪的排行榜。

## 生平
國立台灣大學電機系畢業後到美國諾城田納西大學 （University of Tennessee, Knoxville），受業於洪箴教授門下。在田納西大學完成了碩士、博士學位後，高民環先後任職於联信（1999年并购霍尼韦尔，同时沿用其名）、Garmin等高科技公司。
2005年捐獻1750萬美元給母校田納西大學，2006與兄弟集資新台幣1億2000萬元在南投竹山成立欣榮紀念圖書館，2007年成立高氏家族基金會，和美國8所大學共同合作1000萬美元的捐贈計畫。2011年獲選為美國國家工程學院院士。
於 2019 年成立財團法人仰望教育基金會，希望透過教育活動以及公民意識的提升，實現一個環境、社會以及經濟永續並行發展的台灣，成為世界公民的一份子。

## 家庭
- 妻子趙郁芬
- 長子高凱麟，電影製作人。
- 長女高嘉旎，美國服裝設計師。